# Gladiador dels Uluguru
El gladiador dels Uluguru (Malaconotus alius) és un ocell de la família dels malaconòtids (Malaconotidae).

## Hàbitat i distribució
Habita localment els boscos de l'Àfrica oriental, a les Muntanyes Uluguru (Tanzània central).